# سمیر رفاعی
سمیر رفاعی (عربی: سمير الرفاعي؛ ۳۰ ژانویه ۱۹۰۱ – ۱۲ اکتبر ۱۹۶۵) سیاست‌مدار اهل اردن بود. وی در پنج دوره در سال‌های ۱۹۴۷، ۱۹۵۰–۱۹۵۱، ۱۹۵۶، ۱۹۵۸–۱۹۵۹ و ۱۹۶۳ نخست‌وزیر اردن بود.
سمیر رفاعی در ۱۲ اکتبر ۱۹۶۵، در سن ۶۴ سالگی درگذشت.